# Sefa Yılmaz
Sefa Yılmaz (sinh 14 tháng 2 năm 1990, ở Berlin, Đức) là một cầu thủ bóng đá Thổ Nhĩ Kỳ, thi đấu ở vị trí tiền vệ cho câu lạc bộ Thổ Nhĩ Kỳ Boluspor.

## Sự nghiệp quốc tế
Sefa được phép thi đấu cho Hiệp hội bóng đá Đức, nhưng đã chuyển vĩnh viễn sang Đội tuyển bóng đá quốc gia Thổ Nhĩ Kỳ.